# Собор Монреальской Богоматери
Базилика Нотр-Дам де Монреаль — кафедральный собор в историческом центре Монреаля. Расположен на площади Оружия. Семидесятиметровые неоготические колокольни храма являются архитектурной доминантой центра Монреаля.

## История

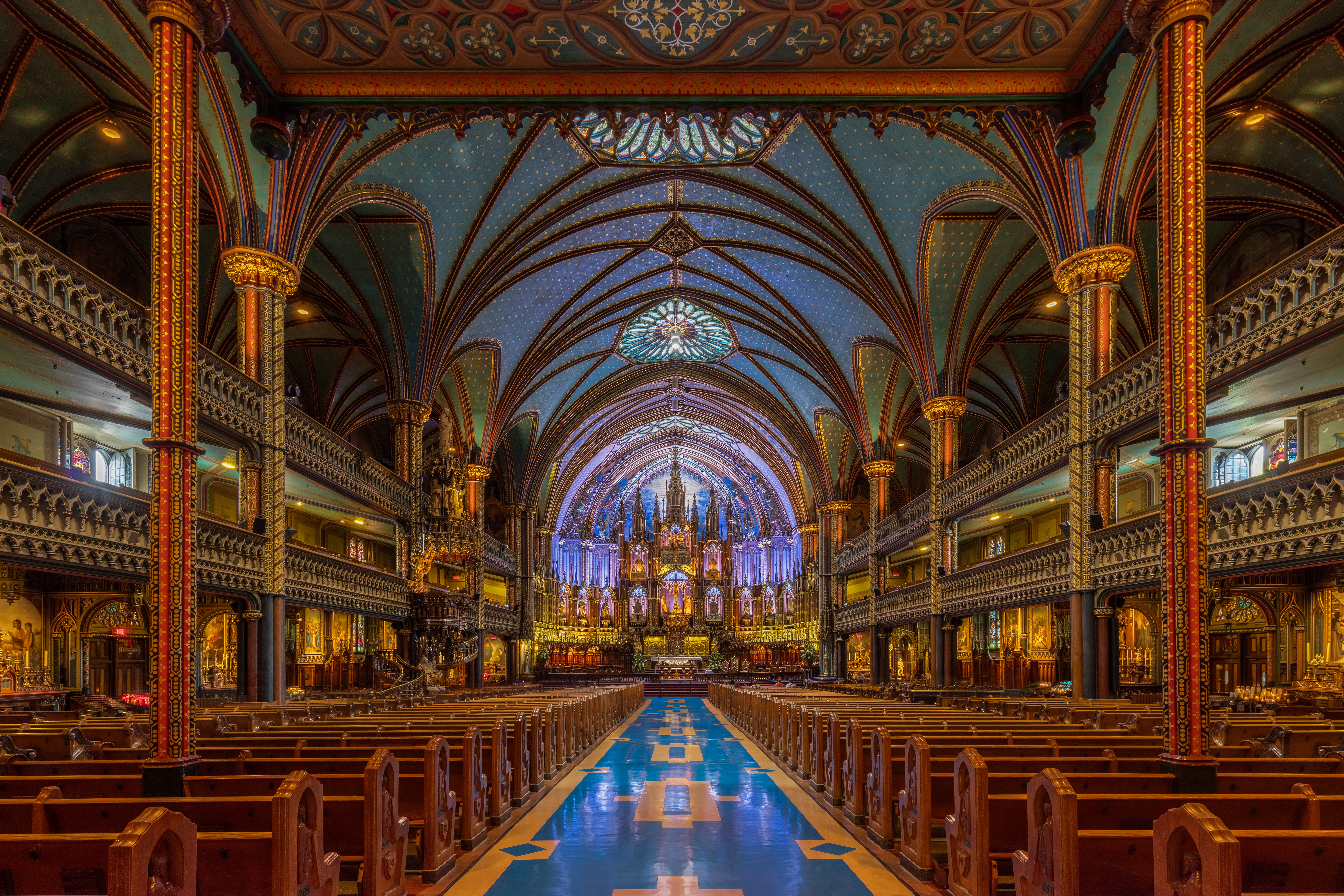
Интерьер собора

В 1672 усилиями католической общины Монреаля была воздвигнута Церковь Нотр-Дам, освящённая в честь Богоматери. На тот момент это было первое и единственное культовое сооружение на территории современного Монреаля. Несмотря на сравнительно низкий ранг, церковь выполняла функции кафедрального собора растущего города.
В 1824 Джеймс О'Доннел, архитектор-протестант из Нью-Йорка, получил заказ от администрации Монреаля построить капитальную монументальную базилику на месте обветшалой старой церкви семнадцатого века. Вскоре и началось строительство по проекту ирландского архитектора.
К 1830 были готовы нефы, в 1843 — первая башня. К 1872 году собор был достроен, став на то время крупнейшим культовым сооружением на территории Северной Америки.
Тогда же принялись за интерьеры. Монументальность собора веско осложняла работы. Внутренней отделкой руководил Джон Рэдпат. В 1879 работа над интерьерами была закончена.
К концу строительства оказалось, что при соборе должна быть сооружена капелла. Это обстоятельство отодвинуло открытие храма для верующих ещё на девять лет.
Летом 1888 все работы были закончены.
В 1978 году капелла собора был повреждена при пожаре. Впоследствии интерьер капеллы был восстановлен со значительными изменениями.